# Wildmahdspitze
Die Wildmahdspitze ist ein 2489 m ü. A. hoher Nebengipfel des Wilden Kastens in der Peischelgruppe der Allgäuer Alpen.

## Lage und Umgebung
In der Peischelgruppe ist die Wildmahdspitze der schroffste Felsgipfel mit einer 350 m hohen Nordwand. Ihre Nachbargipfel sind im Westen der Wilde Kasten und im Osten der Muttekopf.

## Besteigung
Die Wildmahdspitze kann auf einem sporadisch markierten Steig in 4 Stunden von Hägerau aus bestiegen werden. Der Weg führt zunächst über einen Pfad zu einer Forststraße und später über steiles Grasgelände ins Kar unterhalb des Gipfels. Von dort geht es zu einer Lücke im Westgrat und in alpiner Schwierigkeit UIAA I zum Gipfel. Ein kürzerer Anstieg in alpiner Schwierigkeit UIAA II führt unmarkiert durch eine kaminartige Steilrinne zum Gipfel.